# Sebastià Alzamora i Martín
Sebastià Alzamora i Martín (Llucmajor, Maiorca, 6 de março de 1972) é um escritor crítico literário de Maiorca e gestor cultural. Membro autoproclamado do grupo poético chamado ′Imparables′. Como escritor, trabalha em jornais 'Diari Avui' i 'Diari Ara'.

## Biografia
Licenciado em Filologia Catalã pela Universidade das Ilhas Baleares. Tornou-se conhecido com o poemas Rafel (1994; Prêmio Salvador Espriu). Ele também publicou Apoteosi del cercle (1997), Mula morta (2001) i El benestar (2003).
Como narrador publicou L'extinció (1999; Prêmio Documenta), e Sara i Jeremies (2002; Prêmio Ciutat de Palma). Com La pell i la princesa, que ganharam o prêmio Pla 

## Prêmios e Reconhecimentos
- 1994: Prêmio Salvador Espriu por Rafel
- 1996: Prêmio Bartomeu Rosselló-Pòrcel dels Prêmios 31 de desembre de l'Obra Cultural Balear.
- 1999: Prêmio Documenta de narrativa
- 2002: Prêmio Ciutat de Palma por Sara i Jeremies
- 2003: Prêmio Jocs Florals de Barcelona por El Benestar
- 2005: Prêmio Josep Pla de narrativa por La pell i la princesa
- 2008: Prêmio Carles Riba de poesia por La part visible
- 2011: Prêmio Sant Jordi de romance, por Crim de sang[1]